# فرست وومن بنک
فرست وومن بنک (انگلیسی: First Women Bank) شرکت خدمات مالی و بانکداری پاکستانی است، که در سال ۱۹۸۹ تأسیس شد.